# Mirada de mujer
Mirada de mujer (Destins de femmes) est une telenovela mexicaine diffusée entre le 9 juin 1997 et le 5 juin 1998 sur Azteca 13.

## Synopsis
María Inés Domínguez est une femme au foyer de 50 ans, principalement et exclusivement dévouée à son mari, Ignacio San Millán, et leurs trois enfants, Adriana, Andrés et Mónica. Mais comme les autres femmes au foyer, elle n’est pas contente de ce qu’elle fait et elle souhaite réaliser ses rêves et objectifs qu’elle a laissés derrière elle et qu'elle n’a pas encore atteints, mais elle le cache à sa famille pour éviter les conflits.
Après 27 ans de mariage heureux, Ignacio rencontre Daniela, une femme qui  revient de rien et dont il tombe amoureux. Ignacio réalise alors que son mariage avec María Inés ne vaut plus rien. Il décide donc de l'abandonner, déséquilibrant sa vie de famille et son bien-être, car ses filles croient que c'est de sa faute si son père les a abandonnées. En plus de sa mère, Doña Elena, la veuve de Dominguez, l’oblige à revenir avec Ignacio. Le seul soutien qu'elle trouve est dans son fils Andrés, ses amis Paulina et Rosario et sa sœur Consuelo.
Le malheur est présent en elle jusqu'à ce qu'elle rencontre Alejandro Salas, un écrivain et journaliste de seize ans plus jeune qu'elle, divorcé et père de son fils. Alejandro ne voit pas María Inés comme une mère, mais comme une femme, quelque chose que María Inés avait déjà oubliée. Elle trouve un grand soutien, mais entre eux il y a quelque chose de plus que cela : les deux sont amoureux.

## Distribution
- Angélica Aragón : María Inés Domínguez de Sanmillán
- Ari Telch : Alejandro Salas
- Fernando Luján : Lic. Ignacio Sanmillán
- Evangelina Elizondo : Doña Elena viuda de Domínguez "Mamá Elena"
- Martha Mariana Castro : Daniela López
- María Renée Prudencio : Adriana Sanmillán
- Plutarco Haza : Andrés Sanmillán
- Bárbara Mori : Mónica Sanmillán
- Margarita Gralia : Paulina Sarracín
- Paloma Woolrich : Consuelo Domínguez
- Verónica Langer : Rosario
- Víctor González (es) : Fernando
- Mariana Peñalva : Andrea
- René Gatica : Francisco
- Muriel Fouilland : Ivana
- Álvaro Carcaño Jr. : Nicolás
- Olmo Araiza : Alex Salas
- Carlos Torres Torrija : Marcos
- Carmen Madrid : Marcela Miranda
- Alma Rosa Añorve : Gloria
- Enrique Singer : Enrique
- Dora Montero : Elvia
- Ana Graham : Marina
- Guadalupe Noel : Doña Felisa

## Diffusion internationale
| Pays ou Région | Chaîne         | Titre           | Série prémière |
| -------------- | -------------- | --------------- | -------------- |
| Mexique        | Azteca 13      | Mirada de mujer | 9 juin 1997    |
| États-Unis     | Azteca America | Mirada de mujer |                |
| Venezuela      | RCTV           | Mirada de mujer | 1997           |
| Venezuela      | Televen        | Mirada de mujer | 2000           |
| Équateur       | RTS            | Mirada de mujer | 1998           |
| Équateur       | Teleamazonas   | Mirada de mujer | 2003           |
| Pérou          | ATV            | Mirada de mujer |                |
| Chili          | La Red         | Mirada de mujer | 2002           |
| Argentine      | Canal 7        | Mirada de mujer |                |
| Brésil         | Rede Record    |                 | 2000           |
| Europe         | Zone Romantica |                 |                |
| Philippines    | ABS-CBN        | Mirada de mujer | 2006-2007      |
| Inde           | Sahara One     |                 |                |

## Autres versions
- Señora Isabel (Canal A, 1993-1994)
- Nunca Digas Adeus (TVI, 2001-2002)
- Mirada de mujer, el regreso (TV Azteca, 2003-2004)
- Victoria (Telemundo, 2007-2008)
- Si nos dejan (Televisa, 2021)
- Ana de nadie (RCN Televisión, 2023)

### Sources
- (es) Cet article est partiellement ou en totalité issu de l’article de Wikipédia en espagnol intitulé « Mirada de mujer » (voir la liste des auteurs).